# Парк (округ, Індіана)
Шаблон:StateAbbr_ 39°47′ пн. ш. 87°13′ зх. д. / 39.78° пн. ш. 87.21° зх. д.
Округ Парк (англ. Parke County) — округ (графство) у штаті Індіана, США. Ідентифікатор округу 18121.

## Історія
Округ утворений 1821 року.

## Демографія
За даними перепису
2000 року
загальне населення округу становило 17241 осіб, зокрема міського населення було 3034, а сільського — 14207.
Серед мешканців округу чоловіків було 8222, а жінок — 9019. В окрузі було 6415 господарств, 4627 родин, які мешкали в 7539 будинках.
Середній розмір родини становив 2,97.
Віковий розподіл населення поданий у таблиці:
| Стать    | До 15 років | 15-21 | 22-29 | 30-39 | 40-49 | 50-65 | 65-85 | Понад 85 |
| -------- | ----------- | ----- | ----- | ----- | ----- | ----- | ----- | -------- |
| Чоловіки | 1742        | 775   | 655   | 1164  | 1270  | 1523  | 1017  | 76       |
| Жінки    | 1602        | 713   | 878   | 1424  | 1373  | 1592  | 1237  | 200      |

## Виноски
1. ↑  U.S. Decennial Census. United States Census Bureau. Архів оригіналу за 26 квітня 2015. Процитовано 10 липня 2014.
2. ↑  Historical Census Browser. University of Virginia Library. Архів оригіналу за 11 серпня 2012. Процитовано 10 липня 2014.
3. ↑  Population of Counties by Decennial Census: 1900 to 1990. United States Census Bureau. Процитовано 10 липня 2014.
4. ↑  Census 2000 PHC-T-4. Ranking Tables for Counties: 1990 and 2000 (PDF). United States Census Bureau. Процитовано 10 липня 2014.
5. ↑  Parke County QuickFacts. Бюро перепису населення США. Архів оригіналу за 7 червня 2011. Процитовано 17 грудня 2010.(англ.) Наведено за англійською вікіпедією.
6. ↑  American FactFinder. Бюро перепису населення США. Архів оригіналу за 26 лютого 2012. Процитовано 31 січня 2008.

| США | Це незавершена стаття з географії США. Ви можете допомогти проєкту, виправивши або дописавши її. |